# Franklin (Nebraska)
Pour les articles homonymes, voir Franklin.
La ville de Franklin est le siège du comté de Franklin, Nebraska, aux États-Unis. Sa population était de 1 026 habitants lors du recensement de 2000, estimée à 990 habitants en 2003.

## Histoire
La ville, fondée en 1871, a pris le nom du comté.